# Jean-Claude Cheynet

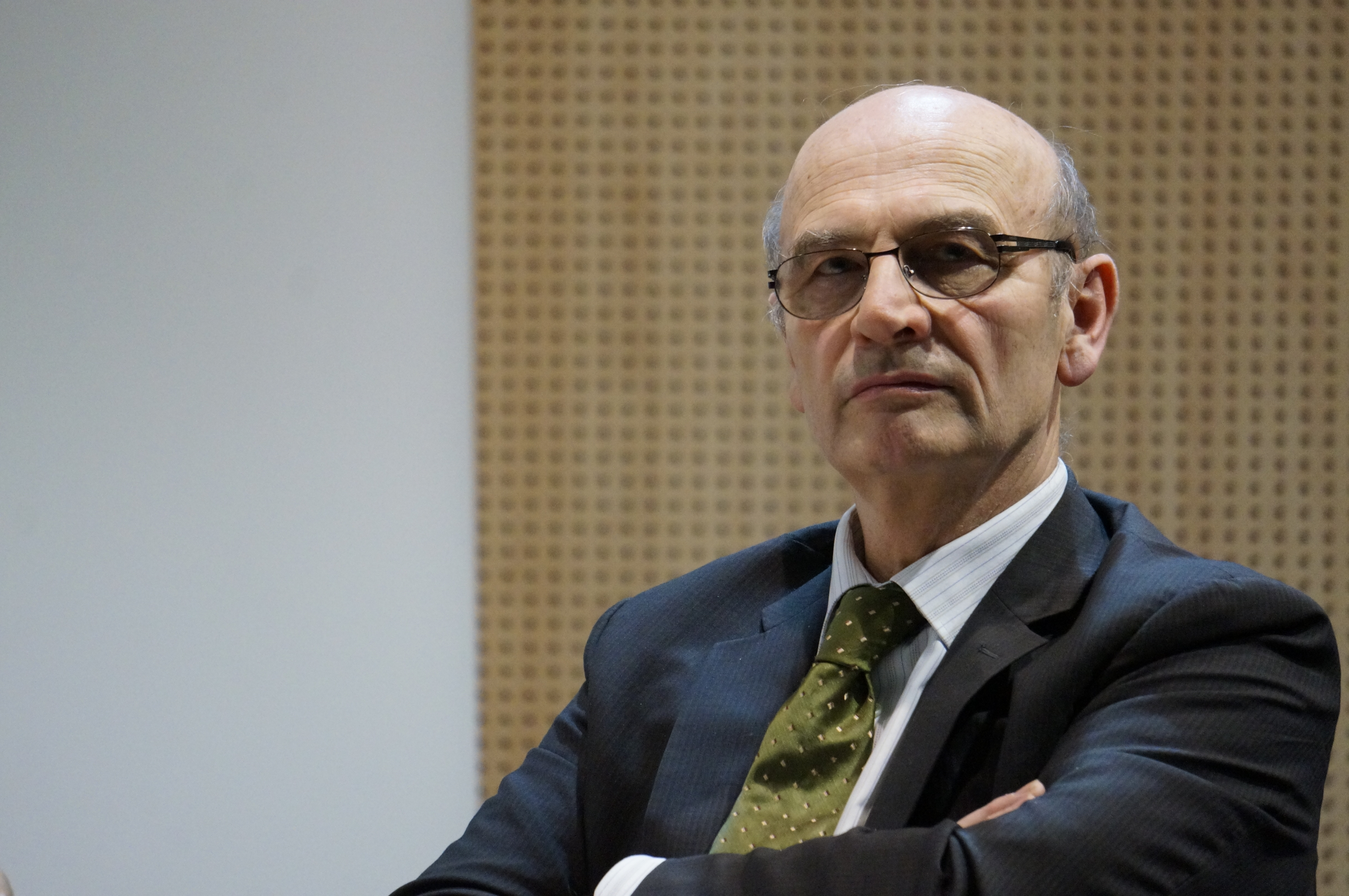
2015.

Jean-Claude Cheynet (ur. 21 lutego 1947) – francuski historyk, specjalista od Bizancjum. 

## Życiorys
Profesor historii Bizancjum  na Uniwersytecie Paris IV od 1995. Redaktor pisma "Revue des études byzantines" w latach 1996-2005. Dyrektor Centre de recherche sur l'histoire et la civilisation de Byzance w CNRS-Collège de France. Zainteresowania dotyczą badań społeczeństwa bizantyńskiego między VIII i XIII wiekiem, bizantyńskiej arystokracji, sfragistyki bizantyńskiej.

## Wybrane publikacje
- Révoltes et mouvements de dissidence dans l’Empire byzantin de 1180 à 1208, Paris: Édition Sorbonne 1977.
- Pouvoir et contestations à Byzance (963-1210), Paris: Édition Sorbonne 1987.
- Chrétientés médiévales VIIe-XIe siècle Paris, 1997.
- Sceaux de la collection Zacos (Bibliothèque nationale de France) se rapportant aux provinces orientales de l’Empire byzantin, Paris 2001.
- Byzance. L’Empire romain d’Orient, Paris 2001.
- Histoire de Byzance, t. 1-2, Paris 2005-2006.

## Publikacje w języku polskim
- Odkrycia młodych: encyklopedia Larousse Gallimard. Nr 31, Cesarstwo Bizantyjskie, z. oprac. przy współpr. Jeana Claude'a Cheyneta przeł. z fr. Sylwia Bartkowska, Warszawa: "BGW" 1991.
- (redakcja) Cesarstwo Bizantyńskie 641-1204, pod red. Jeana-Claude'a Cheyneta, przeł. Andrzej Graboń, Kraków: Wydawnictwo WAM 2011.